# 韦庄站
韦庄站是一个侯西铁路上的铁路车站，位于中华人民共和国陕西省渭南市澄城县韦庄镇，建于1971年，目前为三等站，目前客运：办理旅客乘降；行李、包裹托运；货运：办理整车、零担货物发到；不办理整车爆炸品及一级氧化剂发到。